# Ana Komnena Angelina
Ana Komnena Angelina (Άννα Κομνηνή Αγγελίνα) je bila bizantska princeza i carica. Bila je nicejska carica 1204. – 1212., prethodnica Filipe Armenske.
Ana je rođena oko 1176. Njezini su roditelji bili car Aleksije III. Angel i carica Eufrozina Duka Kamaterina. Anina je sestra bila Irena.
Godine 1200. Ana se udala za Teodora I. Laskarisa, a isti se dan udala i njezina sestra Irena; Irenin je muž bio Aleksije Komnen Paleolog. Anin prvi muž je bio plemić Izak Komnen.
Čini se da su Izak i Ana bili roditelji samo jednog djeteta, kćeri Teodore Angeline.
Ana i Teodor dobili su više djece:
- Nikola
- Ivan
- Irena Laskarina[2]
- Marija Laskaris[3]
- Eudokija (Sofija)

Ana je umrla 1212.